# Davy Rimane
Davy Rimane (nacido el 15 de diciembre de 1979) es un político y activista sindical francés que se desempeña actualmente como diputado representante del segundo distrito electoral de la Guayana Francesa, habiendo resultado electo en las elecciones legislativas de Francia de 2022. Anteriormente había disputado el escaño en las elecciones legislativas de 2017, así como en las elecciones parciales de 2018.

## Biografía
Rimane nació en Kourou en 1979. Posteriormente, Rimane se convirtió en técnico de explotación hidráulica en EDF Guyane.

## Activismo y carrera política
Durante la Huelga general en la Guayana Francesa de 2017, Rimane dirigió el movimiento Kolectif pou lagwiyann dékolé como su portavoz. Como organizador laboral, Rimane es miembro del sindicato EDF Guyane. También se ha desempeñado como secretario general del Sindicato de Trabajadores Guayaneses (UTG).
En 2020, Rimane fue elegido concejal local en Kourou.

## Asamblea Nacional de Francia

### Elecciones de 2017
En 2017 Rimane participó en las elecciones para el segundo distrito electoral de la Guayana Francesa como candidato de La France Insoumise. Rimane fue derrotado por estrecho margen en la segunda vuelta de las elecciones por Lénaïck Adam de La République En Marche!.
| Candidato                                          | Candidato    | Partido | Primera vuelta | Primera vuelta | Segunda vuelta | Segunda vuelta |
| Candidato                                          | Candidato    | Partido | Votos          | %              | Votos          | %              |
| -------------------------------------------------- | ------------ | ------- | -------------- | -------------- | -------------- | -------------- |
|                                                    | Lénaïck Adam | LREM    | 3595           | 36.44          | 6670           | 50.21          |
|                                                    | Davy Rimane  | LFI     | 2001           | 20.28          | 6614           | 49.79          |
| Fuente: Ministerio de Interior, partidos políticos |              |         |                |                |                |                |

### Elecciones parciales de 2018
Tras su derrota, Rimane apeló los resultados de las elecciones ante el Consejo constitucional, alegando haber identificado irregularidades en la votación durante el recuento. La elección de Adam fue invalidada el 8 de diciembre de 2017 por el Consejo Constitucional, lo que dio lugar a elecciones parciales para el escaño en marzo de 2018.
El líder del LFI, Jean-Luc Mélenchon, visitó la Guayana Francesa para hacer campaña a favor de Rimane, y estuvo acompañado por el miembro del Parlamento Europeo (MEP) Younous Omarjee y la diputada del FI Danièle Obono. Rimane también recibió el apoyo de Gabriel Serville, miembro de la Asamblea Nacional de la segunda circunscripción de la Guayana Francesa. Adam finalmente derrotó a Rimane por un estrecho margen de 50,65% a 49,35%.
| Candidato                                                | Candidato    | Partido | Primera vuelta | Primera vuelta | Primera vuelta | Segunda vuelta | Segunda vuelta | Segunda vuelta |
| Candidato                                                | Candidato    | Partido | Votos          | %              | +/–            | Votos          | %              | +/–            |
| -------------------------------------------------------- | ------------ | ------- | -------------- | -------------- | -------------- | -------------- | -------------- | -------------- |
|                                                          | Lénaïck Adam | LREM    | 5927           | 43.10          | +6.65          | 8320           | 50.65          | +0.44          |
|                                                          | Davy Rimane  | LFI     | 4830           | 35.12          | +14.84         | 8107           | 49.35          | –0.44          |
| Fuente: Préfecture de la Guyane, Préfecture de la Guyane |              |         |                |                |                |                |                |                |

### Elecciones 2022
En abril de 2022, Rimane confirmó formalmente su intención de disputar el escaño por tercera vez en las elecciones legislativas francesas de 2022. Como candidato, se comprometió a formar parte del grupo Nueva Unión Popular Ecologista y Social (NUPES) dentro de la Asamblea Nacional. Rimane derrotó a Adam en la segunda vuelta de la votación por un margen del 54,12% al 45,88%.

## Vida personal
Es sobrino nieto de Eustaste Rimane, quien fue alcalde de la localidad durante 42 años, de 1953 a 1995.